# Soneto 126
| «» Soneto 126 |
| --- |
| O thou, my lovely boy, who in thy power Dost hold Time’s fickle glass, his sickle, hour; Who hast by waning grown, and therein show’st Thy lovers withering, as thy sweet self grow’st If Nature, sovereign mistress over wrack, As thou goest onwards, still will pluck thee back, She keeps thee to this purpose, thar her skill May tima disgrace, and wretched minutes kill. Yet fear her, O thou minion of her pleasure; She may detain, but not still keep her treasure: Her audit, though delay’d, answer’d must be, And her quietus is to render thee |
| –William Shakespeare |

O Soneto 126 foi escrito por William Shakespeare e faz parte dos seus 154 sonetos. 

## Análise
Estruturalmente, este não é um soneto. É uma das duas únicas exceções entre os 154 sonetos.
Poder-se-ia dizer que lhe faltou o dístico final. Mas a disposição rímica demonstra 6 dísticos, fazendo supor que há nesta composição poética uma junção de 6 dísticos de sonetos outros (não escritos, talvez).  Ou se poderia pensar que a série dedicada a Southampton está fechada como se fosse um ofertório final de uma balada.
Neste poema, o autor faz uso de algumas técnicas poéticas, tais como aliteração, alusão e enjambement.

## Sinopse
Este poema faz uma alegoria do jovem e do Cupido, o deus-criança do amor. Ele avisa ao menino que a juventude não dura para sempre, por mais devagar que passe. 
Nos seus versos, o poeta descreve o favoritismo do Jovem aos olhos da natureza. Isso lhe permite passar pelos estágios da vida, mantendo sua beleza de uma forma incomum. Mas, à medida que este poema chega ao fim, o poeta admite que a decadência o tocará como toca a todos os outros.

## Traduções

### Tradução deMilton Lins
O tradutor manteve a estrutura do poema, em 6 dísticos, fazendo-o em decassílabo heroico ou sáfico, porém não mantendo o ritmo de pentâmetro iâmbico utilizado pelo autor. 
Ó tu, meu bom rapaz, que em teu poder

Tens o espelho do Tempo e do viver;

Pudeste, sem temor, e com sentido,

Teus amigos secando, ter crescido!

Se a Natureza, quando à frente vais,

Com seu poder te puxa para trás,

Ela te põe assim, é sua sina,

Seu tempo num minuto te assassina.

Deves temê-la à voz do seu desdouro;

Ela se tem, mas prende seu tesouro:

Sua intenção te leva a persistir,

E sua quitação é te extinguir.

### Tradução de Emmanuel Santiago
O tradutor manteve a construção de 12 versos, em 6 dísticos, modificando, no entanto, a métrica e o ritmo, e o fez em dodecassílabo, com ritmo de tetrâmetro anapéstico. Deixou, no fim, dois versos vazios, entre 2 parênteses, indicando sua falta para a completude do soneto.
Tu, querido rapaz, que gentil te assenhoras

Da ampulheta do Tempo e colheita das horas,

Que minguando floresces, ainda que vejas

Teus amantes murcharem enquanto vicejas;

Se a Natura (que sobre destroços governa)

Quando avanças te puxa de volta uma perna,

É por esta razão: pelos seus atributos

De causar dano ao Tempo e matar vis minutos.

Mas tu deves temê-la, Ó dileto vassalo!

Que ela guarda, mas sem conservar, seu regalo.

E tal dívida, mesmo em atraso, é quitada,

E quitá-la há de ser, para ti, derrocada.

(                                           )

(                                           )

### Tradução de José Arantes Júnior
O tradutor José Arantes Júnior fugiu ao poema estruturado em dísticos do poeta e deu uma feição de soneto a este poema, pondo, inclusive, um título no mesmo.

O Avançar e o Retroceder

Gentil rapaz, quem com um raro poder

Pode parar a hora da ampulheta ativa,

Quem, em crescimento de se esmorecer,

Pode se constatar com tal estimativa?

O teu amor decai em brando progresso

Se a natureza te poupa na destruição,

Quando avanças, voltas em retrocesso,

E ela te preserva por sua apreciação;

Lesa o tempo e mata o ignóbil minuto

Tema-a, favorito, mas sem vil agouro,

Ela pode te impedir de modo resoluto

Mas, não pode subtrair o teu tesouro;

O juízo, embora lento, será atendido,

A paz virá quando tiveres te rendido.

### Tradução dePaulo Camelo
O sonetista Paulo Camelo, a exemplo de José Arantes Júnior, reformatou o poema de Shakespeare para a forma de soneto, mas manteve a composição dentro dos parâmetros do autor: versos decassílabos, heróicos ou sáficos, perseguindo sempre o pentâmetro iâmbico (característica dos sonetos de Shakespeare), com um acréscimo de construção: foi composto todo em ritmo holístico.

Ó tu, amado jovem, que no teu

poder seguras todo esse inconstante

invólucro do tempo em um instante

e que cresceste como não cresceu

em teus amantes o dulçor, o viço,

e se essa Natureza, soberana,

ainda te segura, e não te engana,

em te manter, em te puxar, com isso,

entende que essa sua habilidade

em desgraçar o tempo te mantém

com teu prazer, porém não te convém

que ela demonstre toda a qualidade.

Ela demora muito ao responder,

pois seu silêncio é para te render.